# Human Frontier Science Program
Das Human Frontier Science Program (HFSP) ist ein internationales Programm zur Förderung exzellenter Forschung in den Lebenswissenschaften.
Das HFSP wird von der Human Frontier Science Program Organisation (HFSPO) mit Sitz in Straßburg (Frankreich) getragen. Gefördert wird originelle und exzellente Grundlagenforschung in den Lebenswissenschaften. Eine Förderzusage durch das HFSP gilt als sehr prestigeträchtig. Seit 1990 wurden rund 7000 Wissenschaftler gefördert, darunter 28 spätere Nobelpreisträger.
Mitglieder der HFSPO sind Australien, Deutschland, Frankreich, Großbritannien, Indien, Israel, Italien, Japan, Kanada, Norwegen, Schweiz, Singapur, Südkorea, USA und die Europäische Union. Gefördert werden jedoch auch Wissenschaftler aus Ländern, die keine Mitglieder der HFSPO sind. Das Budget der HFSPO von derzeit rund 50 Millionen Dollar pro Jahr wird von den Mitgliedern aufgebracht, wobei Deutschland ungefähr 5 Millionen Dollar beiträgt. Aufgrund der Entstehungsgeschichte trägt Japan den größten Teil zur Finanzierung des HFSP bei und stellt traditionell den Präsidenten der HFSPO.
Der Gründung der HFSPO vorausgegangen war ein Konflikt zwischen den USA und Japan, weil Japan in den 1980er Jahren eine wirtschaftliche und technologische Führungsrolle in der Welt einnahm, sich nach Ansicht der USA jedoch zu wenig an der Finanzierung der Grundlagenforschung beteiligte. Japan beugte sich dem Druck, erklärte sich zur Einrichtung des HFSP bereit und übernahm die Hauptlast bei Finanzierung. Die USA gewannen ihre europäischen Verbündeten, ebenfalls das HFSP zu unterstützen. Nach mehreren Jahren der Vorbereitung kam es dann 1989 zur Gründung der HFSPO in Strasbourg, 1990 wurden die ersten Förderzusagen ausgesprochen.